# デトレフ・ビアステッド
デトレフ・ビアステッド（Detlef Bierstedt、1952年6月10日 - ）は、ドイツの男性声優。

## 出演作品

### 吹き替え
- アウトバーンコップ

### 日本のアニメ吹き替え
- 劇場版 鋼の錬金術師 シャンバラを征く者（アレックス・ルイ・アームストロング）
- 名探偵コナン（工藤優作）

### テレビドラマ
- バビロン・ベルリン シーズン1&2（2017年）